# Guillaume Le Breton (bibliste et lexicographe)
Pour les articles homonymes, voir Guillaume Le Breton et Le Breton.
Guillaume Le Breton, en latin Guillemus Brito, est un franciscain actif dans le troisième quart du XIIIe siècle, mort avant 1285. Il est connu principalement pour être l'auteur d'un lexique ou glossaire biblique, d'un correctoire biblique et d'un commentaire des prologues ou préfaces des livres de la Bible, en partie intégré dans les postilles sur la Bible de Nicolas de Lyre.

## Biographie

### "Expositiones vocabulorum Bibliae"

Le Expositiones vocabulorum Bibliae est un glossaire des termes de la Bible écrit par Guillaume Le Breton (ici, une page d'une des versions manuscrites de cette œuvre).

Son glossaire de termes bibliques, intitulé Expositiones vocabulorum Bibliae (explication des termes de la Bible) a largement circulé au Moyen Âge : plus de 130 copies ont été identifiées par ses éditeurs.
Une des plus anciennes attestations connues de son usage figure dans des œuvres de Thomas d'Aquin datables des années 1272-1273 ,.

### Correctoire biblique
Le Correctoire biblique attribué à Guillaume Le Breton par plusieurs manuscrits et commentateurs de la fin du XIIIe siècle et du début du XIVe siècle a souvent été confondu avec le correctoire d'Hugues de Saint-Cher en raison du fait qu'il s'agit d'une compilation du commentaire d'Hugues et du commentaire du franciscain Guillaume de La Mare précédée d'un prologue qui a le même incipit que le correctoire d'Hugues de Saint-Cher